# Elephantomyia fulvithorax
Elephantomyia fulvithorax är en tvåvingeart som beskrevs av Alexander 1971. Elephantomyia fulvithorax ingår i släktet Elephantomyia och familjen småharkrankar. Inga underarter finns listade i Catalogue of Life.